# Minerva J. Chapman

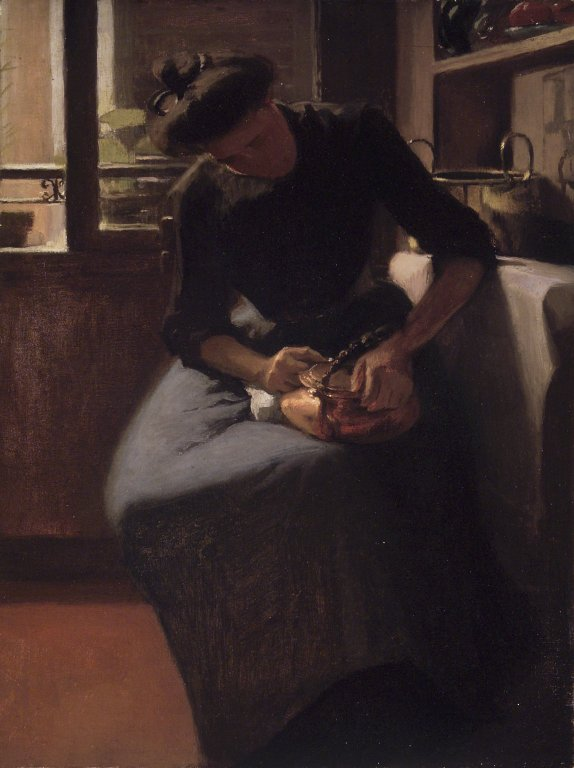
Minerva J. Chapman, Mujer queabrillanta una perola

Minerva Josephine Chapman (Altmar, 6 de diciembre de 1858 – Palo Alto, 14 de junio de 1947) fue una pintora estadounidense. Conocida por su trabajo en retratos de miniatura, pinturas de paisaje, y naturaleza muerta.

## Biografía y educación
Minerva Josephine Chapman nació en diciembre de 1858 en Altmar, Nueva York. Sus padres fueron Josephine y James L. Chapman. Apodada Minnie, creció en Vernon, Illinois. Tenía tres hermanos menores.
Fue capaz de  financieramente vivir una vida independiente y conseguir unos estudios universitarios de arte debido al éxito de su padre como banquero. Al mismo tiempo, a las mujeres se les permitió la entrada en las academias de arte de prestigio en los Estados Unidos y en Francia.
Estudió en el  Mount Holyoke College donde se encontraba desde la categoría infantil en 1867 y en la clase de grado de 1878 En 1875 asistió a la Universidad de Chicago. Entre 1880 y 1886 estudió en privado con Annie C. Shaw y luego con John Vanderpoel en La Escuela del Instituto de Arte de Chicago. Durante aquel tiempo ella también viajó y estudió en el este de los Estados Unidos.
Chapman amplió estudios en Suiza, Holanda, Bélgica y París en 1886 y con Georg Jocobedis en Múnich en Alemania. Ella y su hermana Blanche se trasladaron a París y Chapman asistió a la Académie Julian antes de decidirse a tomar clases particulares de Charles Augustus Lasar, quién la animó en la pintura Impresionista de bodegones y paisajes al aire libre. Mientras en París, también tuvo como profesores entre 1887 y 1897 a Raphaël Collin, Tony Robert-Fleury, y William-Adolphe Bouguereau.
Fue elegida como miembro del Salon de la Société Nationalede Bellas Artes en 1906. En enero de 1908 expuso 34 miniaturas en el Instituto de Arte de Chicago. Fue miembro en 1909 y la primera mujer presidente en 1914 de la Unión de Arte Internacional.
A principios de la Primera Guerra Mundial, viajó de Liverpool, Inglaterra a bordo el SS Nueva York en septiembre de 1914, con destino a Arlington Heightss en Illinois. Por aquel tiempo llevaba residiendo en París cerca de 21 años, con viajes esporádicos a Chicago. Durante la guerra viviól entre Chicago, y San Diego. Regresó a París en 1919, pretendiendo quedarse otros dos años. Fue una mujer independiente del siglo XIX, educada en sus pinturas,como se describe en el artículo Minerva J. Chapman's Miniatures: Costume and the New Woman.
En 1925 se trasladó a Palo Alto, California y continuó pintando hasta 1932 cuando renunció debido a problemas de la vista. Chapman murió el 14 o el 16 de junio de 1947 en Palo Alto a la edad de 88.<
Una retrospectiva de sus obras se celebró en las Galerías Wortsman Rowes del 18 de enero al 16 de febrero en 1974 y en 1986 en el museo de arte de su alma mater, Monte Holyoke College.